# حيدر عبودي
حيدر عبودي (بالإنجليزية: Haidar Aboodi)؛ مواليد 26 مارس 1986 في العراق، هو لاعب كرة قدم عراقي سابق لعب لنادي النجف كمدافع.